# Albisbergen
Albis är en bergskedja i Schweiz. Den ligger i distriktet Bezirk Horgen och kantonen Zürich, i den centrala delen av landet.
Albis sträcker sig 18,4 km i sydostlig-nordvästlig riktning. Den högsta toppen är Bürglen, 915 meter över havet.
Topografiskt ingår dessutom följande toppar i Albis:
- Aeugsterberg
- Albishorn
- Uetliberg

I omgivningarna runt Albis växer i huvudsak blandskog.